# Jornada Mundial de la Joventut 1997
La Jornada Mundial de la Joventut de 1997 (en francès, Journées mondiales de la jeunesse 1997) va tenir lloc del 19 al 24 d'agost de 1997 a París, França. A la trobada van participar uns 1.200.000 joves.

## L'elecció del lloc
El papa Joan Pau II va anunciar que havia escollit París com a seu d'aquesta trobada internacional durant la celebració nocturna de la Jornada Mundial de la Joventut a Manila (vigília del 14 de gener de 1995) davant de cinc milions de persones, amb aquestes paraules:
| « | Avui vull anunciar que la propera Jornada Mundial de la Joventut se celebrarà a París, França, l'estiu de 1997. Maria del Nou Advent! Us confiem els preparatius d'aquesta propera trobada alegre al cor d'Europa. | » |

L'elecció de la nació bressol de la Il·lustració i l'ateisme no va ser gens aleatòria. En el missatge d'invitació a la JMJ del 15 d'agost de 1996 a Castel Gandolfo, el Papa, convidant els joves a participar l'any següent a la Jornada Mundial de la Joventut de París, va dir:
| « | Vivim en una època de grans transformacions, en la qual s'instal·len ràpidament ideologies, que semblaven haver resistit durant molt de temps al desgast del temps, i les fronteres i les fronteres s'estaven redissenyant al planeta. La humanitat sovint es troba incerta, confusa i preocupada. Però la paraula de Déu no s'acaba; recorre la història i, en els esdeveniments canviants, es manté estable i lluminosa. La fe de l'Església es fonamenta en Jesucrist, únic salvador del món: ahir, avui i sempre. | » |

## Lema
El lema de la trobada va ser: «Mestre on vius? Veniu i ho veureu». (Jn 1,38-39).

## Himne
L'himne de la 12a JMJ va ser Maitre et Seigneur, Venu chez nous (Mestre i Senyor, veniu a nosaltres).

## El programa de les jornades
L'Església catòlica a França havia desitjat, efectivament, que el dinamisme i les reunions d'aquesta trobada no beneficiïn no només a París i l'Illa de França sinó que també hi poguessin participar totes les diòcesis franceses, per això es van fer moltes innovacions. L'arquebisbe de París, el cardenal Jean-Marie Lustiger, va permetre l'estada dels joves a les diòcesis del país d'acollida, en aquest acte es va realitzar primer un Calvari i després un «festival de la joventut» de tres dies just abans de la reunió final a la ciutat amfitriona de la JMJ.
Aquesta edició de la JMJ va ser la primera organitzada amb la fórmula actualment de moda, és a dir, una setmana de trobades, festes i intercanvis culturals entre joves pelegrins i joves residents, amb jornades diocesanes i la festa de la joventut, i amb la possibilitat diària de participar en les Santes Misses o catequesi, i rebre el Sagrament de la Reconciliació.

### Dijous, 21 d'agost
La primera trobada de joves amb el Papa va tenir lloc a París el 21 d'agost. El Papa va ser rebut per representants dels joves. En el discurs de benvinguda, Joan Pau II va assenyalar que era la primera vegada que oficialment a la Jornada Mundial de la Joventut havien joves dels països de l'antiga Unió Soviètica: russos, ucraïnesos, belarussos, lituans, letons, estonians, kazakhs i representants de l'altres repúbliques de l'Àsia central i cristians del Caucas (600 mil participants).

### Dissabte, 23 d'agost
El 23 d'agost es va celebrar la missa pels participants del 6è Fòrum Internacional de la Joventut. Aquest dia, el Papa es va reunir amb els benefactors i organitzadors a la seu de la Nunciatura Apostòlica. Unes 800.000 persones van participar en la vetlla nocturna a Longchamp.

### Diumenge, 24 d'agost
La missa final de l'acte va ser celebrada per Joan Pau II a l'hipòdrom de Longchamp, on van assistir entre 1.100.000 i 1.200.000 de persones, i van arribar de la República Txeca 2.000 pelegrins. El Papa també es va dirigir als no catòlics que busquen respostes sobre la fe.

## Convidats
Entre les personalitats convidades, el Papa Joan Pau II va convidar a l'arquebisbe François-Xavier Nguyễn Văn Thuận per donar la seva experiència als joves.

## 1997-2000: tres anys entre dues JMJ
Per primera vegada passaran tres anys, i no dos, d'aquesta edició internacional a la següent, degut que cauria durant el Gran Jubileu.
El descans de tres anys en lloc de dos es convertirà en una pràctica, a partir de l'edició del 2002; l'elecció es deu a la voluntat de no engrossir massa el calendari, permetent als organitzadors disposar de més temps per preparar l'esdeveniment, ara cada cop més articulat, i a diversos grups, parròquies i associacions cristianes d'arreu del món per tenir més estius disponibles.